# Альенде (метеорит)
Алье́нде (исп. Allende) — крупнейший углистый метеорит, найденный на Земле. Считается наиболее изученным метеоритом.

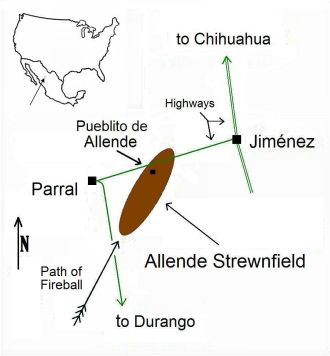
Траектория падения и область в северной Мексике, где выпали осколки метеорита (поле рассеяния).

## Описание
Химический состав: 23,6 % железо, 15,9 % кремний, 14,9 % магний, 1,9 % кальций, 1,7 % алюминий, 1,2 % никель, 0,5 % углерод, 0,35 % хром, 0,15 % марганец, 0,11 % фосфор; 0,0009 % титан, следы ванадия.
Упал в Чиуауа, Мексика, в 1:05 ночи 8 февраля 1969 года. При падении раздробился на множество осколков, которые выпали на территории 50×10 км. Общая масса оценивается в 5 тонн, примерно 3 тонны были собраны и находятся в различных музеях и институтах мира. В институте Вернадского РАН хранятся осколки общим весом 11 740 граммов.
Это самый древний из обнаруженных метеоритов (и вообще тел Солнечной системы): его тугоплавкие включения из оксидов кальция и алюминия сконденсировались около 4,567 млрд лет назад.
В метеорите был обнаружен ранее неизвестный минерал, названный пангитом.